# Ebelingia
Genre
Ebelingia est un genre d'araignées aranéomorphes de la famille des Thomisidae.

## Distribution
Les espèces de ce genre se rencontrent en Asie de l'Est et en Extrême-Orient russe.

## Liste des espèces
Selon World Spider Catalog (version 24, 19/07/2023) :
- Ebelingia forcipata (Song & Zhu, 1993)
- Ebelingia hubeiensis (Song & Zhao, 1994)
- Ebelingia kumadai (Ono, 1985)
- Ebelingia spirala Zhang & Zhang, 2023

## Systématique et taxinomie
Ce genre a été décrit par Lehtinen en 2004 dans les Thomisidae.

## Étymologie
Ce genre est nommé en l'honneur de Kari Ebeling.

## Publication originale
- Lehtinen, 2004 : « Taxonomic notes on the Misumenini (Araneae: Thomisidae: Thomisinae), primarily from the Palaearctic and Oriental regions. » Arthropoda Selecta, Special Issue, European Arachnology 2003 (Proceedings of the 21st European Colloquium of Arachnology, St.-Petersburg, 4-9 August 2003), vol. 1, p. 147-184 (texte intégral).